# Volta a la Comunitat Valenciana 2023
Volta a la Comunitat Valenciana 2023 var den 74. udgave af det spanske etapeløb Volta a la Comunitat Valenciana. Cykelløbets fem etaper blev afholdt fra 1. februar med start i Orihuela, til 5. februar 2023 med afslutning i Valencia. Løbet var en del af UCI ProSeries 2023.
Løbets samlede vinder blev portugisiske Rui Costa fra Intermarché-Circus-Wanty.

## Etaperne
| Etape    | Dato    | Start – Mål                            | type              | Afstand (km) | Elevation (m) | Etapevinder        | Førende rytter |
| -------- | ------- | -------------------------------------- | ----------------- | ------------ | ------------- | ------------------ | -------------- |
| 1. etape | 1. feb. | Orihuela – Altea                       | middel bjergetape | 189,4        | 2.076 m       | Biniam Girmay      | Biniam Girmay  |
| 2. etape | 2. feb. | Novelda – Alto del Pino                | bjergetape        | 178,2        | 3.458 m       | Giulio Ciccone     | Giulio Ciccone |
| 3. etape | 3. feb. | Bétera – Sagunto                       | middel bjergetape | 145,1        | 1.737 m       | Simone Velasco     | Giulio Ciccone |
| 4. etape | 4. feb. | Borriana – Santuario de la Cueva Santa | bjergetape        | 181,6        | 3.649 m       | Tao Geoghegan Hart | Giulio Ciccone |
| 5. etape | 5. feb. | Paterna – Valencia                     | middel bjergetape | 93,2         | 1.169 m       | Rui Costa          | Rui Costa      |

### 1. etape
| Orihuela - Altea | middel bjergetape | (189,4 km) |

| \| Etaperesultat \| Etaperesultat \| Etaperesultat \| Etaperesultat \| Etaperesultat \| \| Rytter \| Rytter \| Hold \| Tid \| \| \| ------------- \| ------------------- \| ------------------------ \| ------------- \| ------------- \| \| 1. \| Biniam Girmay \| Intermarché-Circus-Wanty \| 4t 38' 11" \| \| \| 2. \| Olav Kooij \| Jumbo-Visma \| + 0" \| \| \| 3. \| Iván García Cortina \| Movistar Team \| + 0" \| \| \| 4. \| José Joaquín Rojas \| Movistar Team \| + 0" \| \| \| 5. \| Alex Aranburu \| Movistar Team \| + 0" \| \| \| 6. \| Antonio Jesús Soto \| Euskaltel-Euskadi \| + 0" \| \| \| 7. \| Samuele Battistella \| Astana Qazaqstan Team \| + 0" \| \| \| 8. \| Fernando Barceló \| Caja Rural-Seguros RGA \| + 0" \| \| \| 9. \| Louis Bendixen \| Uno-X Pro Cycling Team \| + 0" \| \| \| 10. \| Giulio Ciccone \| Trek-Segafredo \| + 0" \| \| |                     |                          |            |
| |                     |                          |            |
| Kilde: ProCyclingStats |                     |                          |            |
| Etaperesultat |                     |                          |            |
| Rytter | Rytter              | Hold                     | Tid        |
| 1. | Biniam Girmay       | Intermarché-Circus-Wanty | 4t 38' 11" |
| 2. | Olav Kooij          | Jumbo-Visma              | + 0"       |
| 3. | Iván García Cortina | Movistar Team            | + 0"       |
| 4. | José Joaquín Rojas  | Movistar Team            | + 0"       |
| 5. | Alex Aranburu       | Movistar Team            | + 0"       |
| 6. | Antonio Jesús Soto  | Euskaltel-Euskadi        | + 0"       |
| 7. | Samuele Battistella | Astana Qazaqstan Team    | + 0"       |
| 8. | Fernando Barceló    | Caja Rural-Seguros RGA   | + 0"       |
| 9. | Louis Bendixen      | Uno-X Pro Cycling Team   | + 0"       |
| 10. | Giulio Ciccone      | Trek-Segafredo           | + 0"       |

| \| Samlede stilling \| Samlede stilling \| Samlede stilling \| Samlede stilling \| Samlede stilling \| \| Rytter \| Rytter \| Hold \| Tid \| \| \| ---------------- \| ------------------- \| ------------------------ \| ---------------- \| ---------------- \| \| 1. \| Biniam Girmay \| Intermarché-Circus-Wanty \| 4t 38' 01" \| \| \| 2. \| Olav Kooij \| Jumbo-Visma \| + 4" \| \| \| 3. \| Iván García Cortina \| Movistar Team \| + 6" \| \| \| 4. \| José Joaquín Rojas \| Movistar Team \| + 10" \| \| \| 5. \| Alex Aranburu \| Movistar Team \| + 10" \| \| \| 6. \| Antonio Jesús Soto \| Euskaltel-Euskadi \| + 10" \| \| \| 7. \| Samuele Battistella \| Astana Qazaqstan Team \| + 10" \| \| \| 8. \| Fernando Barceló \| Caja Rural-Seguros RGA \| + 10" \| \| \| 9. \| Louis Bendixen \| Uno-X Pro Cycling Team \| + 10" \| \| \| 10. \| Giulio Ciccone \| Trek-Segafredo \| + 10" \| \| |                     |                          |            |
| |                     |                          |            |
| Kilde: ProCyclingStats |                     |                          |            |
| Samlede stilling |                     |                          |            |
| Rytter | Rytter              | Hold                     | Tid        |
| 1. | Biniam Girmay       | Intermarché-Circus-Wanty | 4t 38' 01" |
| 2. | Olav Kooij          | Jumbo-Visma              | + 4"       |
| 3. | Iván García Cortina | Movistar Team            | + 6"       |
| 4. | José Joaquín Rojas  | Movistar Team            | + 10"      |
| 5. | Alex Aranburu       | Movistar Team            | + 10"      |
| 6. | Antonio Jesús Soto  | Euskaltel-Euskadi        | + 10"      |
| 7. | Samuele Battistella | Astana Qazaqstan Team    | + 10"      |
| 8. | Fernando Barceló    | Caja Rural-Seguros RGA   | + 10"      |
| 9. | Louis Bendixen      | Uno-X Pro Cycling Team   | + 10"      |
| 10. | Giulio Ciccone      | Trek-Segafredo           | + 10"      |

### 2. etape
| Novelda - Alto del Pino | bjergetape | (178,2 km) |

| \| Etaperesultat \| Etaperesultat \| Etaperesultat \| Etaperesultat \| Etaperesultat \| \| Rytter \| Rytter \| Hold \| Tid \| \| \| ------------- \| ------------------ \| ------------------------ \| ------------- \| ------------- \| \| 1. \| Giulio Ciccone \| Trek-Segafredo \| 4t 38' 59" \| \| \| 2. \| Pello Bilbao \| Bahrain Victorious \| + 0" \| \| \| 3. \| Aleksandr Vlasov \| Bora-Hansgrohe \| + 0" \| \| \| 4. \| Mikel Landa \| Bahrain Victorious \| + 0" \| \| \| 5. \| Rui Costa \| Intermarché-Circus-Wanty \| + 0" \| \| \| 6. \| Anthon Charmig \| Uno-X Pro Cycling Team \| + 0" \| \| \| 7. \| Alex Aranburu \| Movistar Team \| + 0" \| \| \| 8. \| Thomas Gloag \| Jumbo-Visma \| + 0" \| \| \| 9. \| Tao Geoghegan Hart \| Ineos Grenadiers \| + 0" \| \| \| 10. \| Carlos Rodríguez \| Ineos Grenadiers \| + 6" \| \| |                    |                          |            |
| |                    |                          |            |
| Kilde: ProCyclingStats |                    |                          |            |
| Etaperesultat |                    |                          |            |
| Rytter | Rytter             | Hold                     | Tid        |
| 1. | Giulio Ciccone     | Trek-Segafredo           | 4t 38' 59" |
| 2. | Pello Bilbao       | Bahrain Victorious       | + 0"       |
| 3. | Aleksandr Vlasov   | Bora-Hansgrohe           | + 0"       |
| 4. | Mikel Landa        | Bahrain Victorious       | + 0"       |
| 5. | Rui Costa          | Intermarché-Circus-Wanty | + 0"       |
| 6. | Anthon Charmig     | Uno-X Pro Cycling Team   | + 0"       |
| 7. | Alex Aranburu      | Movistar Team            | + 0"       |
| 8. | Thomas Gloag       | Jumbo-Visma              | + 0"       |
| 9. | Tao Geoghegan Hart | Ineos Grenadiers         | + 0"       |
| 10. | Carlos Rodríguez   | Ineos Grenadiers         | + 6"       |

| \| Samlede stilling \| Samlede stilling \| Samlede stilling \| Samlede stilling \| Samlede stilling \| \| Rytter \| Rytter \| Hold \| Tid \| \| \| ---------------- \| ------------------ \| ------------------------ \| ---------------- \| ---------------- \| \| 1. \| Giulio Ciccone \| Trek-Segafredo \| 9t 17' 00" \| \| \| 2. \| Pello Bilbao \| Bahrain Victorious \| + 3" \| \| \| 3. \| Aleksandr Vlasov \| Bora-Hansgrohe \| + 6" \| \| \| 4. \| Alex Aranburu \| Movistar Team \| + 10" \| \| \| 5. \| Anthon Charmig \| Uno-X Pro Cycling Team \| + 10" \| \| \| 6. \| Thomas Gloag \| Jumbo-Visma \| + 10" \| \| \| 7. \| Rui Costa \| Intermarché-Circus-Wanty \| + 10" \| \| \| 8. \| Tao Geoghegan Hart \| Ineos Grenadiers \| + 10" \| \| \| 9. \| Mikel Landa \| Bahrain Victorious \| + 10" \| \| \| 10. \| Carlos Rodríguez \| Ineos Grenadiers \| + 16" \| \| |                    |                          |            |
| |                    |                          |            |
| Kilde: ProCyclingStats |                    |                          |            |
| Samlede stilling |                    |                          |            |
| Rytter | Rytter             | Hold                     | Tid        |
| 1. | Giulio Ciccone     | Trek-Segafredo           | 9t 17' 00" |
| 2. | Pello Bilbao       | Bahrain Victorious       | + 3"       |
| 3. | Aleksandr Vlasov   | Bora-Hansgrohe           | + 6"       |
| 4. | Alex Aranburu      | Movistar Team            | + 10"      |
| 5. | Anthon Charmig     | Uno-X Pro Cycling Team   | + 10"      |
| 6. | Thomas Gloag       | Jumbo-Visma              | + 10"      |
| 7. | Rui Costa          | Intermarché-Circus-Wanty | + 10"      |
| 8. | Tao Geoghegan Hart | Ineos Grenadiers         | + 10"      |
| 9. | Mikel Landa        | Bahrain Victorious       | + 10"      |
| 10. | Carlos Rodríguez   | Ineos Grenadiers         | + 16"      |

### 3. etape
| Bétera - Sagunto | middel bjergetape | (145,1 km) |

| \| Etaperesultat \| Etaperesultat \| Etaperesultat \| Etaperesultat \| Etaperesultat \| \| Rytter \| Rytter \| Hold \| Tid \| \| \| ------------- \| ------------------ \| ------------------------ \| ------------- \| ------------- \| \| 1. \| Simone Velasco \| Astana Qazaqstan Team \| 3t 13' 47" \| \| \| 2. \| Bob Jungels \| Bora-Hansgrohe \| + 0" \| \| \| 3. \| Jonas Gregaard \| Uno-X Pro Cycling Team \| + 0" \| \| \| 4. \| Alex Aranburu \| Movistar Team \| + 3" \| \| \| 5. \| José Joaquín Rojas \| Movistar Team \| + 3" \| \| \| 6. \| Fred Wright \| Bahrain Victorious \| + 3" \| \| \| 7. \| Koen Bouwman \| Jumbo-Visma \| + 3" \| \| \| 8. \| Rui Costa \| Intermarché-Circus-Wanty \| + 3" \| \| \| 9. \| Pello Bilbao \| Bahrain Victorious \| + 3" \| \| \| 10. \| Brandon McNulty \| UAE Team Emirates \| + 3" \| \| |                    |                          |            |
| |                    |                          |            |
| Kilde: ProCyclingStats |                    |                          |            |
| Etaperesultat |                    |                          |            |
| Rytter | Rytter             | Hold                     | Tid        |
| 1. | Simone Velasco     | Astana Qazaqstan Team    | 3t 13' 47" |
| 2. | Bob Jungels        | Bora-Hansgrohe           | + 0"       |
| 3. | Jonas Gregaard     | Uno-X Pro Cycling Team   | + 0"       |
| 4. | Alex Aranburu      | Movistar Team            | + 3"       |
| 5. | José Joaquín Rojas | Movistar Team            | + 3"       |
| 6. | Fred Wright        | Bahrain Victorious       | + 3"       |
| 7. | Koen Bouwman       | Jumbo-Visma              | + 3"       |
| 8. | Rui Costa          | Intermarché-Circus-Wanty | + 3"       |
| 9. | Pello Bilbao       | Bahrain Victorious       | + 3"       |
| 10. | Brandon McNulty    | UAE Team Emirates        | + 3"       |

| \| Samlede stilling \| Samlede stilling \| Samlede stilling \| Samlede stilling \| Samlede stilling \| \| Rytter \| Rytter \| Hold \| Tid \| \| \| ---------------- \| ------------------ \| ------------------------ \| ---------------- \| ---------------- \| \| 1. \| Giulio Ciccone \| Trek-Segafredo \| 12t 30' 50" \| \| \| 2. \| Pello Bilbao \| Bahrain Victorious \| + 3" \| \| \| 3. \| Aleksandr Vlasov \| Bora-Hansgrohe \| + 6" \| \| \| 4. \| Alex Aranburu \| Movistar Team \| + 10" \| \| \| 5. \| Anthon Charmig \| Uno-X Pro Cycling Team \| + 10" \| \| \| 6. \| Thomas Gloag \| Jumbo-Visma \| + 10" \| \| \| 7. \| Rui Costa \| Intermarché-Circus-Wanty \| + 10" \| \| \| 8. \| Tao Geoghegan Hart \| Ineos Grenadiers \| + 10" \| \| \| 9. \| Mikel Landa \| Bahrain Victorious \| + 10" \| \| \| 10. \| Carlos Rodríguez \| Ineos Grenadiers \| + 16" \| \| |                    |                          |             |
| |                    |                          |             |
| Kilde: ProCyclingStats |                    |                          |             |
| Samlede stilling |                    |                          |             |
| Rytter | Rytter             | Hold                     | Tid         |
| 1. | Giulio Ciccone     | Trek-Segafredo           | 12t 30' 50" |
| 2. | Pello Bilbao       | Bahrain Victorious       | + 3"        |
| 3. | Aleksandr Vlasov   | Bora-Hansgrohe           | + 6"        |
| 4. | Alex Aranburu      | Movistar Team            | + 10"       |
| 5. | Anthon Charmig     | Uno-X Pro Cycling Team   | + 10"       |
| 6. | Thomas Gloag       | Jumbo-Visma              | + 10"       |
| 7. | Rui Costa          | Intermarché-Circus-Wanty | + 10"       |
| 8. | Tao Geoghegan Hart | Ineos Grenadiers         | + 10"       |
| 9. | Mikel Landa        | Bahrain Victorious       | + 10"       |
| 10. | Carlos Rodríguez   | Ineos Grenadiers         | + 16"       |

### 4. etape
| Borriana - Santuario de la Cueva Santa | bjergetape | (181,6 km) |

| \| Etaperesultat \| Etaperesultat \| Etaperesultat \| Etaperesultat \| Etaperesultat \| \| Rytter \| Rytter \| Hold \| Tid \| \| \| ------------- \| ------------------ \| ------------------------ \| ------------- \| ------------- \| \| 1. \| Tao Geoghegan Hart \| Ineos Grenadiers \| 4t 32' 00" \| \| \| 2. \| Thomas Gloag \| Jumbo-Visma \| + 0" \| \| \| 3. \| Giulio Ciccone \| Trek-Segafredo \| + 0" \| \| \| 4. \| Aleksandr Vlasov \| Bora-Hansgrohe \| + 0" \| \| \| 5. \| Mikel Landa \| Bahrain Victorious \| + 0" \| \| \| 6. \| Pello Bilbao \| Bahrain Victorious \| + 0" \| \| \| 7. \| Rui Costa \| Intermarché-Circus-Wanty \| + 0" \| \| \| 8. \| Carlos Rodríguez \| Ineos Grenadiers \| + 0" \| \| \| 9. \| Diego Ulissi \| UAE Team Emirates \| + 0" \| \| \| 10. \| Brandon McNulty \| UAE Team Emirates \| + 6" \| \| |                    |                          |            |
| |                    |                          |            |
| Kilde: ProCyclingStats |                    |                          |            |
| Etaperesultat |                    |                          |            |
| Rytter | Rytter             | Hold                     | Tid        |
| 1. | Tao Geoghegan Hart | Ineos Grenadiers         | 4t 32' 00" |
| 2. | Thomas Gloag       | Jumbo-Visma              | + 0"       |
| 3. | Giulio Ciccone     | Trek-Segafredo           | + 0"       |
| 4. | Aleksandr Vlasov   | Bora-Hansgrohe           | + 0"       |
| 5. | Mikel Landa        | Bahrain Victorious       | + 0"       |
| 6. | Pello Bilbao       | Bahrain Victorious       | + 0"       |
| 7. | Rui Costa          | Intermarché-Circus-Wanty | + 0"       |
| 8. | Carlos Rodríguez   | Ineos Grenadiers         | + 0"       |
| 9. | Diego Ulissi       | UAE Team Emirates        | + 0"       |
| 10. | Brandon McNulty    | UAE Team Emirates        | + 6"       |

| \| Samlede stilling \| Samlede stilling \| Samlede stilling \| Samlede stilling \| Samlede stilling \| \| Rytter \| Rytter \| Hold \| Tid \| \| \| ---------------- \| ------------------ \| ------------------------ \| ---------------- \| ---------------- \| \| 1. \| Giulio Ciccone \| Trek-Segafredo \| 17t 02' 46" \| \| \| 2. \| Tao Geoghegan Hart \| Ineos Grenadiers \| + 4" \| \| \| 3. \| Pello Bilbao \| Bahrain Victorious \| + 7" \| \| \| 4. \| Aleksandr Vlasov \| Bora-Hansgrohe \| + 8" \| \| \| 5. \| Thomas Gloag \| Jumbo-Visma \| + 8" \| \| \| 6. \| Rui Costa \| Intermarché-Circus-Wanty \| + 14" \| \| \| 7. \| Mikel Landa \| Bahrain Victorious \| + 14" \| \| \| 8. \| Alex Aranburu \| Movistar Team \| + 20" \| \| \| 9. \| Anthon Charmig \| Uno-X Pro Cycling Team \| + 20" \| \| \| 10. \| Carlos Rodríguez \| Ineos Grenadiers \| + 20" \| \| |                    |                          |             |
| |                    |                          |             |
| Kilde: ProCyclingStats |                    |                          |             |
| Samlede stilling |                    |                          |             |
| Rytter | Rytter             | Hold                     | Tid         |
| 1. | Giulio Ciccone     | Trek-Segafredo           | 17t 02' 46" |
| 2. | Tao Geoghegan Hart | Ineos Grenadiers         | + 4"        |
| 3. | Pello Bilbao       | Bahrain Victorious       | + 7"        |
| 4. | Aleksandr Vlasov   | Bora-Hansgrohe           | + 8"        |
| 5. | Thomas Gloag       | Jumbo-Visma              | + 8"        |
| 6. | Rui Costa          | Intermarché-Circus-Wanty | + 14"       |
| 7. | Mikel Landa        | Bahrain Victorious       | + 14"       |
| 8. | Alex Aranburu      | Movistar Team            | + 20"       |
| 9. | Anthon Charmig     | Uno-X Pro Cycling Team   | + 20"       |
| 10. | Carlos Rodríguez   | Ineos Grenadiers         | + 20"       |

### 5. etape
| Paterna - Valencia | middel bjergetape | (93,2 km) |

| \| Etaperesultat \| Etaperesultat \| Etaperesultat \| Etaperesultat \| Etaperesultat \| \| Rytter \| Rytter \| Hold \| Tid \| \| \| ------------- \| ------------------- \| ------------------------ \| ------------- \| ------------- \| \| 1. \| Rui Costa \| Intermarché-Circus-Wanty \| 2t 07' 16" \| \| \| 2. \| Thymen Arensman \| Ineos Grenadiers \| + 0" \| \| \| 3. \| Samuele Battistella \| Astana Qazaqstan Team \| + 7" \| \| \| 4. \| Marc Soler \| UAE Team Emirates \| + 7" \| \| \| 5. \| Giulio Ciccone \| Trek-Segafredo \| + 21" \| \| \| 6. \| Pello Bilbao \| Bahrain Victorious \| + 21" \| \| \| 7. \| Brandon McNulty \| UAE Team Emirates \| + 21" \| \| \| 8. \| Fred Wright \| Bahrain Victorious \| + 30" \| \| \| 9. \| Matej Mohorič \| Bahrain Victorious \| + 30" \| \| \| 10. \| Omar Fraile \| Ineos Grenadiers \| + 30" \| \| |                     |                          |            |
| |                     |                          |            |
| Kilde: ProCyclingStats |                     |                          |            |
| Etaperesultat |                     |                          |            |
| Rytter | Rytter              | Hold                     | Tid        |
| 1. | Rui Costa           | Intermarché-Circus-Wanty | 2t 07' 16" |
| 2. | Thymen Arensman     | Ineos Grenadiers         | + 0"       |
| 3. | Samuele Battistella | Astana Qazaqstan Team    | + 7"       |
| 4. | Marc Soler          | UAE Team Emirates        | + 7"       |
| 5. | Giulio Ciccone      | Trek-Segafredo           | + 21"      |
| 6. | Pello Bilbao        | Bahrain Victorious       | + 21"      |
| 7. | Brandon McNulty     | UAE Team Emirates        | + 21"      |
| 8. | Fred Wright         | Bahrain Victorious       | + 30"      |
| 9. | Matej Mohorič       | Bahrain Victorious       | + 30"      |
| 10. | Omar Fraile         | Ineos Grenadiers         | + 30"      |

## Resultater
| \| Samlede stilling \| Samlede stilling \| Samlede stilling \| Samlede stilling \| Samlede stilling \| \| Rytter \| Rytter \| Hold \| Tid \| \| \| ---------------- \| ------------------ \| ------------------------ \| ---------------- \| ---------------- \| \| 1. \| Rui Costa \| Intermarché-Circus-Wanty \| 19t 10' 06" \| \| \| 2. \| Giulio Ciccone \| Trek-Segafredo \| + 16" \| \| \| 3. \| Tao Geoghegan Hart \| Ineos Grenadiers \| + 19" \| \| \| 4. \| Pello Bilbao \| Bahrain Victorious \| + 21" \| \| \| 5. \| Aleksandr Vlasov \| Bora-Hansgrohe \| + 25" \| \| \| 6. \| Thomas Gloag \| Jumbo-Visma \| + 34" \| \| \| 7. \| Mikel Landa \| Bahrain Victorious \| + 40" \| \| \| 8. \| Brandon McNulty \| UAE Team Emirates \| + 45" \| \| \| 9. \| Alex Aranburu \| Movistar Team \| + 46" \| \| \| 10. \| Carlos Rodríguez \| Ineos Grenadiers \| + 46" \| \| |                    |                          |             |
| |                    |                          |             |
| Kilde: ProCyclingStats |                    |                          |             |
| Samlede stilling |                    |                          |             |
| Rytter | Rytter             | Hold                     | Tid         |
| 1. | Rui Costa          | Intermarché-Circus-Wanty | 19t 10' 06" |
| 2. | Giulio Ciccone     | Trek-Segafredo           | + 16"       |
| 3. | Tao Geoghegan Hart | Ineos Grenadiers         | + 19"       |
| 4. | Pello Bilbao       | Bahrain Victorious       | + 21"       |
| 5. | Aleksandr Vlasov   | Bora-Hansgrohe           | + 25"       |
| 6. | Thomas Gloag       | Jumbo-Visma              | + 34"       |
| 7. | Mikel Landa        | Bahrain Victorious       | + 40"       |
| 8. | Brandon McNulty    | UAE Team Emirates        | + 45"       |
| 9. | Alex Aranburu      | Movistar Team            | + 46"       |
| 10. | Carlos Rodríguez   | Ineos Grenadiers         | + 46"       |

| Samlede stilling | Samlede stilling   | Samlede stilling         | Samlede stilling | Samlede stilling |
| Rytter           | Rytter             | Hold                     | Tid              |                  |
| ---------------- | ------------------ | ------------------------ | ---------------- | ---------------- |
| 1.               | Rui Costa          | Intermarché-Circus-Wanty | 19t 10' 06"      |                  |
| 2.               | Giulio Ciccone     | Trek-Segafredo           | + 16"            |                  |
| 3.               | Tao Geoghegan Hart | Ineos Grenadiers         | + 19"            |                  |
| 4.               | Pello Bilbao       | Bahrain Victorious       | + 21"            |                  |
| 5.               | Aleksandr Vlasov   | Bora-Hansgrohe           | + 25"            |                  |
| 6.               | Thomas Gloag       | Jumbo-Visma              | + 34"            |                  |
| 7.               | Mikel Landa        | Bahrain Victorious       | + 40"            |                  |
| 8.               | Brandon McNulty    | UAE Team Emirates        | + 45"            |                  |
| 9.               | Alex Aranburu      | Movistar Team            | + 46"            |                  |
| 10.              | Carlos Rodríguez   | Ineos Grenadiers         | + 46"            |                  |

| Bjergkonkurrence | Bjergkonkurrence     | Bjergkonkurrence                   | Bjergkonkurrence | Bjergkonkurrence |
| Rytter           | Rytter               | Hold                               | Point            |                  |
| ---------------- | -------------------- | ---------------------------------- | ---------------- | ---------------- |
| 1.               | Samuele Zoccarato    | Green Project-Bardiani CSF-Faizanè | 40 point         |                  |
| 2.               | Javier Romo          | Astana Qazaqstan Team              | 17 point         |                  |
| 3.               | Giulio Ciccone       | Trek-Segafredo                     | 16 point         |                  |
| 4.               | Mulu Hailemichael    | Caja Rural-Seguros RGA             | 16 point         |                  |
| 5.               | Alessandro De Marchi | Team Jayco AlUla                   | 15 point         |                  |
| 6.               | Aleksandr Vlasov     | Bora-Hansgrohe                     | 14 point         |                  |
| 7.               | Tao Geoghegan Hart   | Ineos Grenadiers                   | 12 point         |                  |
| 8.               | Lawson Craddock      | Team Jayco AlUla                   | 11 point         |                  |
| 9.               | Joan Bou             | Euskaltel-Euskadi                  | 10 point         |                  |
| 10.              | Simone Velasco       | Astana Qazaqstan Team              | 10 point         |                  |

| Bjergkonkurrence | Bjergkonkurrence     | Bjergkonkurrence                   | Bjergkonkurrence | Bjergkonkurrence |
| Rytter           | Rytter               | Hold                               | Point            |                  |
| ---------------- | -------------------- | ---------------------------------- | ---------------- | ---------------- |
| 1.               | Samuele Zoccarato    | Green Project-Bardiani CSF-Faizanè | 40 point         |                  |
| 2.               | Javier Romo          | Astana Qazaqstan Team              | 17 point         |                  |
| 3.               | Giulio Ciccone       | Trek-Segafredo                     | 16 point         |                  |
| 4.               | Mulu Hailemichael    | Caja Rural-Seguros RGA             | 16 point         |                  |
| 5.               | Alessandro De Marchi | Team Jayco AlUla                   | 15 point         |                  |
| 6.               | Aleksandr Vlasov     | Bora-Hansgrohe                     | 14 point         |                  |
| 7.               | Tao Geoghegan Hart   | Ineos Grenadiers                   | 12 point         |                  |
| 8.               | Lawson Craddock      | Team Jayco AlUla                   | 11 point         |                  |
| 9.               | Joan Bou             | Euskaltel-Euskadi                  | 10 point         |                  |
| 10.              | Simone Velasco       | Astana Qazaqstan Team              | 10 point         |                  |

| Pointkonkurrence | Pointkonkurrence   | Pointkonkurrence         | Pointkonkurrence | Pointkonkurrence |
| Rytter           | Rytter             | Hold                     | Point            |                  |
| ---------------- | ------------------ | ------------------------ | ---------------- | ---------------- |
| 1.               | Giulio Ciccone     | Trek-Segafredo           | 60 point         |                  |
| 2.               | Rui Costa          | Intermarché-Circus-Wanty | 54 point         |                  |
| 3.               | Pello Bilbao       | Bahrain Victorious       | 52 point         |                  |
| 4.               | Alex Aranburu      | Movistar Team            | 42 point         |                  |
| 5.               | Aleksandr Vlasov   | Bora-Hansgrohe           | 34 point         |                  |
| 6.               | Thomas Gloag       | Jumbo-Visma              | 29 point         |                  |
| 7.               | Tao Geoghegan Hart | Ineos Grenadiers         | 27 point         |                  |
| 8.               | Mikel Landa        | Bahrain Victorious       | 26 point         |                  |
| 9.               | Brandon McNulty    | UAE Team Emirates        | 26 point         |                  |
| 10.              | José Joaquín Rojas | Movistar Team            | 26 point         |                  |

| Pointkonkurrence | Pointkonkurrence   | Pointkonkurrence         | Pointkonkurrence | Pointkonkurrence |
| Rytter           | Rytter             | Hold                     | Point            |                  |
| ---------------- | ------------------ | ------------------------ | ---------------- | ---------------- |
| 1.               | Giulio Ciccone     | Trek-Segafredo           | 60 point         |                  |
| 2.               | Rui Costa          | Intermarché-Circus-Wanty | 54 point         |                  |
| 3.               | Pello Bilbao       | Bahrain Victorious       | 52 point         |                  |
| 4.               | Alex Aranburu      | Movistar Team            | 42 point         |                  |
| 5.               | Aleksandr Vlasov   | Bora-Hansgrohe           | 34 point         |                  |
| 6.               | Thomas Gloag       | Jumbo-Visma              | 29 point         |                  |
| 7.               | Tao Geoghegan Hart | Ineos Grenadiers         | 27 point         |                  |
| 8.               | Mikel Landa        | Bahrain Victorious       | 26 point         |                  |
| 9.               | Brandon McNulty    | UAE Team Emirates        | 26 point         |                  |
| 10.              | José Joaquín Rojas | Movistar Team            | 26 point         |                  |

| Ungdomskonkurrence | Ungdomskonkurrence  | Ungdomskonkurrence                 | Ungdomskonkurrence | Ungdomskonkurrence |
| Rytter             | Rytter              | Hold                               | Tid                |                    |
| ------------------ | ------------------- | ---------------------------------- | ------------------ | ------------------ |
| 1.                 | Thomas Gloag        | Jumbo-Visma                        | 19t 10' 40"        |                    |
| 2.                 | Brandon McNulty     | UAE Team Emirates                  | + 11"              |                    |
| 3.                 | Carlos Rodríguez    | Ineos Grenadiers                   | + 12"              |                    |
| 4.                 | Anthon Charmig      | Uno-X Pro Cycling Team             | + 1' 54"           |                    |
| 5.                 | Thymen Arensman     | Ineos Grenadiers                   | + 6' 25"           |                    |
| 6.                 | Filippo Conca       | Q36.5 Pro Cycling Team             | + 7' 44"           |                    |
| 7.                 | Samuele Battistella | Astana Qazaqstan Team              | + 14' 20"          |                    |
| 8.                 | Alex Tolio          | Green Project-Bardiani CSF-Faizanè | + 15' 45"          |                    |
| 9.                 | Pelayo Sánchez      | Burgos-BH                          | + 22' 18"          |                    |
| 10.                | Jon Barrenetxea     | Caja Rural-Seguros RGA             | + 27' 11"          |                    |

| Ungdomskonkurrence | Ungdomskonkurrence  | Ungdomskonkurrence                 | Ungdomskonkurrence | Ungdomskonkurrence |
| Rytter             | Rytter              | Hold                               | Tid                |                    |
| ------------------ | ------------------- | ---------------------------------- | ------------------ | ------------------ |
| 1.                 | Thomas Gloag        | Jumbo-Visma                        | 19t 10' 40"        |                    |
| 2.                 | Brandon McNulty     | UAE Team Emirates                  | + 11"              |                    |
| 3.                 | Carlos Rodríguez    | Ineos Grenadiers                   | + 12"              |                    |
| 4.                 | Anthon Charmig      | Uno-X Pro Cycling Team             | + 1' 54"           |                    |
| 5.                 | Thymen Arensman     | Ineos Grenadiers                   | + 6' 25"           |                    |
| 6.                 | Filippo Conca       | Q36.5 Pro Cycling Team             | + 7' 44"           |                    |
| 7.                 | Samuele Battistella | Astana Qazaqstan Team              | + 14' 20"          |                    |
| 8.                 | Alex Tolio          | Green Project-Bardiani CSF-Faizanè | + 15' 45"          |                    |
| 9.                 | Pelayo Sánchez      | Burgos-BH                          | + 22' 18"          |                    |
| 10.                | Jon Barrenetxea     | Caja Rural-Seguros RGA             | + 27' 11"          |                    |

### Holdkonkurrencen
| Holdkonkurrence | Holdkonkurrence          | Holdkonkurrence | Holdkonkurrence |
| Hold            | Hold                     | Tid             |                 |
| --------------- | ------------------------ | --------------- | --------------- |
| 1.              | UAE Team Emirates        | 57t 32' 55"     |                 |
| 2.              | Ineos Grenadiers         | + 17"           |                 |
| 3.              | Bahrain Victorious       | + 1' 47"        |                 |
| 4.              | Bora-Hansgrohe           | + 5' 01"        |                 |
| 5.              | Trek-Segafredo           | + 5' 38"        |                 |
| 6.              | Jumbo-Visma              | + 7' 50"        |                 |
| 7.              | Euskaltel-Euskadi        | + 9' 40"        |                 |
| 8.              | Movistar Team            | + 9' 43"        |                 |
| 9.              | Astana Qazaqstan Team    | + 11' 01"       |                 |
| 10.             | Intermarché-Circus-Wanty | + 11' 03"       |                 |

## Hold og ryttere
| UCI WorldTeams (10)- Astana Qazaqstan Team - Bahrain Victorious - Bora-Hansgrohe - Intermarché-Circus-Wanty - Jumbo-Visma - Movistar Team - Team Jayco AlUla - Trek-Segafredo - UAE Team Emirates - Ineos Grenadiers UCI ProTeams (9)- Burgos-BH - Caja Rural-Seguros RGA - Euskaltel-Euskadi - Equipo Kern Pharma - Green Project-Bardiani CSF-Faizanè - Human Powered Health - Q36.5 Pro Cycling Team - Team Flanders-Baloise - Uno-X Pro Cycling Team |
| |

### Danske ryttere
| Danske ryttere på startlisten |                |                        |           |
| Rygnummer                     | Rytter         | Hold                   | Placering |
| 31                            | Mikkel Bjerg   | UAE Team Emirates      | DNS-1     |
| 102                           | Louis Bendixen | Uno-X Pro Cycling Team | 63        |
| 104                           | Niklas Eg      | Uno-X Pro Cycling Team | 61        |
| 105                           | Jonas Gregaard | Uno-X Pro Cycling Team | 36        |
| 107                           | Anthon Charmig | Uno-X Pro Cycling Team | 17        |

* DNF = gennemførte ikke

* DNS = stillede ikke til start

### Startliste
| Bora-Hansgrohe BOH | Bora-Hansgrohe BOH     | Bora-Hansgrohe BOH |
| ------------------ | ---------------------- | ------------------ |
| Nr.                | Rytter                 | Placering          |
| 1                  | Aleksandr Vlasov       | 5.                 |
| 2                  | Matteo Fabbro (ITA)    | 23.                |
| 3                  | Nico Denz (GER)        | HD-5               |
| 4                  | Bob Jungels (LUX)      | HD-5               |
| 5                  | Lennard Kämna (GER)    | DNS-5              |
| 6                  | Anton Palzer (GER)     | 68.                |
| 7                  | Cesare Benedetti (POL) | HD-5               |

| Jumbo-Visma TJV | Jumbo-Visma TJV          | Jumbo-Visma TJV |
| --------------- | ------------------------ | --------------- |
| Nr.             | Rytter                   | Placering       |
| 11              | Koen Bouwman (NED)       | 29.             |
| 12              | Thomas Gloag (GBR)       | 6.              |
| 13              | Michel Heßmann (GER)     | DNF-3           |
| 14              | Olav Kooij (NED)         | 77.             |
| 15              | Sam Oomen (NED)          | 20.             |
| 16              | Tosh Van der Sande (BEL) | 72.             |
| 17              | Lars Boven (NED)         | DNS-3           |

| Ineos Grenadiers IGD | Ineos Grenadiers IGD              | Ineos Grenadiers IGD |
| -------------------- | --------------------------------- | -------------------- |
| Nr.                  | Rytter                            | Placering            |
| 21                   | Thymen Arensman (NED)             | 30.                  |
| 22                   | Jonathan Castroviejo (ESP)        | 27.                  |
| 23                   | Laurens De Plus (BEL)             | 21.                  |
| 24                   | Omar Fraile (ESP)                 | 37.                  |
| 25                   | Tao Geoghegan Hart (GBR)          | 3.                   |
| 26                   | Salvatore Puccio (ITA)            | HD-5                 |
| 27                   | Carlos Rodríguez (ESP) (landevej) | 10.                  |

| UAE Team Emirates UAD | UAE Team Emirates UAD  | UAE Team Emirates UAD |
| --------------------- | ---------------------- | --------------------- |
| Nr.                   | Rytter                 | Placering             |
| 31                    | Mikkel Bjerg (DEN)     | DNS-1                 |
| 32                    | Rafał Majka (POL)      | 12.                   |
| 33                    | Brandon McNulty (USA)  | 8.                    |
| 34                    | Sebastián Molano (COL) | 85.                   |
| 35                    | Domen Novak (SLO)      | DNF-5                 |
| 36                    | Marc Soler (ESP)       | 13.                   |
| 37                    | Diego Ulissi (ITA)     | 11.                   |

| Bahrain Victorious TBV | Bahrain Victorious TBV | Bahrain Victorious TBV |
| ---------------------- | ---------------------- | ---------------------- |
| Nr.                    | Rytter                 | Placering              |
| 41                     | Pello Bilbao (ESP)     | 4.                     |
| 42                     | Damiano Caruso (ITA)   | 33.                    |
| 43                     | Mikel Landa (ESP)      | 7.                     |
| 44                     | Gino Mäder (SUI)       | 60.                    |
| 45                     | Matej Mohorič (SLO)    | 42.                    |
| 46                     | Wout Poels (NED)       | 47.                    |
| 47                     | Fred Wright (GBR)      | 66.                    |

| Trek-Segafredo TFS | Trek-Segafredo TFS            | Trek-Segafredo TFS |
| ------------------ | ----------------------------- | ------------------ |
| Nr.                | Rytter                        | Placering          |
| 51                 | Giulio Ciccone (ITA)          | 2.                 |
| 52                 | Kenny Elissonde (FRA)         | 22.                |
| 53                 | Amanuel Ghebreigzabhier (ERI) | 65.                |
| 55                 | Bauke Mollema (NED)           | 18.                |
| 56                 | Edward Theuns (BEL)           | 81.                |

| Intermarché-Circus-Wanty ICW | Intermarché-Circus-Wanty ICW | Intermarché-Circus-Wanty ICW |
| ---------------------------- | ---------------------------- | ---------------------------- |
| Nr.                          | Rytter                       | Placering                    |
| 61                           | Rui Costa (POR)              | 1.                           |
| 62                           | Biniam Girmay (ERI)          | DNF-4                        |
| 63                           | Madis Mihkels (EST)          | 76.                          |
| 64                           | Laurens Huys (BEL)           | 87.                          |
| 65                           | Mike Teunissen (NED)         | 75.                          |
| 66                           | Loïc Vliegen (BEL)           | 35.                          |
| 67                           | Georg Zimmermann (GER)       | 19.                          |

| Movistar Team MOV | Movistar Team MOV         | Movistar Team MOV |
| ----------------- | ------------------------- | ----------------- |
| Nr.               | Rytter                    | Placering         |
| 71                | Alex Aranburu (ESP)       | 9.                |
| 72                | Jorge Arcas (ESP)         | 40.               |
| 73                | Iván García Cortina (ESP) | 80.               |
| 74                | Lluís Mas (ESP)           | 97.               |
| 75                | Antonio Pedrero (ESP)     | 24.               |
| 76                | José Joaquín Rojas (ESP)  | 38.               |
| 77                | Gonzalo Serrano (ESP)     | 34.               |

| Astana Qazaqstan Team AST | Astana Qazaqstan Team AST | Astana Qazaqstan Team AST |
| ------------------------- | ------------------------- | ------------------------- |
| Nr.                       | Rytter                    | Placering                 |
| 81                        | David de la Cruz (ESP)    | DNS-5                     |
| 82                        | Luis León Sánchez (ESP)   | 25.                       |
| 83                        | Samuele Battistella (ITA) | 39.                       |
| 84                        | Gianmarco Garofoli (ITA)  | DNS-4                     |
| 85                        | Javier Romo (ESP)         | 56.                       |
| 86                        | Cristian Scaroni (ITA)    | 44.                       |
| 87                        | Simone Velasco (ITA)      | 53.                       |

| Team Jayco AlUla JAY | Team Jayco AlUla JAY       | Team Jayco AlUla JAY |
| -------------------- | -------------------------- | -------------------- |
| Nr.                  | Rytter                     | Placering            |
| 91                   | Eddie Dunbar (IRL)         | DNS-2                |
| 92                   | Lawson Craddock (USA)      | 52.                  |
| 93                   | Callum Scotson (AUS)       | 15.                  |
| 94                   | Alessandro De Marchi (ITA) | 67.                  |
| 95                   | Tsgabu Grmay (ETH)         | 48.                  |
| 96                   | Hagos Welay Berhe (ETH)    | DNF-2                |
| 97                   | Blake Quick (AUS)          | HD-5                 |

| Uno-X Pro Cycling Team UXT | Uno-X Pro Cycling Team UXT | Uno-X Pro Cycling Team UXT |
| -------------------------- | -------------------------- | -------------------------- |
| Nr.                        | Rytter                     | Placering                  |
| 101                        | Alexander Kristoff (NOR)   | 90.                        |
| 102                        | Louis Bendixen (DEN)       | 63.                        |
| 103                        | Anders Skaarseth (NOR)     | 69.                        |
| 104                        | Niklas Eg (DEN)            | 61.                        |
| 105                        | Jonas Gregaard (DEN)       | 36.                        |
| 106                        | Torstein Træen (NOR)       | 14.                        |
| 107                        | Anthon Charmig (DEN)       | 17.                        |

| Team Flanders-Baloise TFB | Team Flanders-Baloise TFB | Team Flanders-Baloise TFB |
| ------------------------- | ------------------------- | ------------------------- |
| Nr.                       | Rytter                    | Placering                 |
| 111                       | Ruben Apers (BEL)         | DNF-2                     |
| 112                       | Kamiel Bonneu (BEL)       | DNS-2                     |
| 113                       | Toon Clynhens (BEL)       | 62.                       |
| 114                       | Sander De Pestel (BEL)    | 82.                       |
| 115                       | Lindsay De Vylder (BEL)   | 88.                       |
| 116                       | Jules Hesters (BEL)       | HD-5                      |
| 117                       | Ward Vanhoof (BEL)        | 91.                       |

| Green Project-Bardiani CSF-Faizanè BCF | Green Project-Bardiani CSF-Faizanè BCF | Green Project-Bardiani CSF-Faizanè BCF |
| -------------------------------------- | -------------------------------------- | -------------------------------------- |
| Nr.                                    | Rytter                                 | Placering                              |
| 121                                    | Luca Covili (ITA)                      | 46.                                    |
| 122                                    | Filippo Fiorelli (ITA)                 | 96.                                    |
| 123                                    | Davide Gabburo (ITA)                   | 58.                                    |
| 124                                    | Riccardo Lucca (ITA)                   | DNS-3                                  |
| 125                                    | Alex Tolio (ITA)                       | 41.                                    |
| 126                                    | Alessandro Tonelli (ITA)               | 59.                                    |
| 127                                    | Samuele Zoccarato (ITA)                | 71.                                    |

| Caja Rural-Seguros RGA CJR | Caja Rural-Seguros RGA CJR    | Caja Rural-Seguros RGA CJR |
| -------------------------- | ----------------------------- | -------------------------- |
| Nr.                        | Rytter                        | Placering                  |
| 131                        | Orluis Aular (VEN) (landevej) | HD-5                       |
| 132                        | Fernando Barceló (ESP)        | 51.                        |
| 133                        | Jon Barrenetxea (ESP)         | 55.                        |
| 134                        | Mulu Hailemichael (ETH)       | 94.                        |
| 135                        | Sergio Martín (ESP)           | 43.                        |
| 136                        | Joel Nicolau (ESP)            | DNF-4                      |
| 137                        | Eduard Prades (ESP)           | DNF-4                      |

| Human Powered Health HPM | Human Powered Health HPM    | Human Powered Health HPM |
| ------------------------ | --------------------------- | ------------------------ |
| Nr.                      | Rytter                      | Placering                |
| 141                      | Stanisław Aniołkowski (POL) | HD-5                     |
| 142                      | Alan Banaszek (POL)         | DNF-2                    |
| 143                      | Stephen Bassett (USA)       | HD-5                     |
| 144                      | August Jensen (NOR)         | 73.                      |
| 145                      | Colin Joyce (USA)           | 89.                      |
| 146                      | Barnabás Peák (HUN)         | 95.                      |
| 147                      | Benjamin Perry (CAN)        | 92.                      |

| Equipo Kern Pharma EKP | Equipo Kern Pharma EKP | Equipo Kern Pharma EKP |
| ---------------------- | ---------------------- | ---------------------- |
| Nr.                    | Rytter                 | Placering              |
| 151                    | Roger Adrià (ESP)      | DNS-3                  |
| 152                    | Urko Berrade (ESP)     | 64.                    |
| 153                    | Giovanni Carboni (ITA) | 57.                    |
| 154                    | Héctor Carretero (ESP) | DNS-5                  |
| 155                    | Jon Agirre (ESP)       | 32.                    |
| 156                    | Iñigo Elosegui (ESP)   | 79.                    |
| 157                    | Pablo Castrillo (ESP)  | 93.                    |

| Burgos-BH BBH | Burgos-BH BBH              | Burgos-BH BBH |
| ------------- | -------------------------- | ------------- |
| Nr.           | Rytter                     | Placering     |
| 161           | Óscar Pelegrí (ESP)        | HD-5          |
| 162           | Andrés Camilo Ardila (COL) | 84.           |
| 163           | José Manuel Díaz (ESP)     | 45.           |
| 164           | Jesús Ezquerra (ESP)       | DNF-3         |
| 165           | Daniel Navarro (ESP)       | 54.           |
| 166           | Pelayo Sánchez (ESP)       | 50.           |
| 167           | Ander Okamika (ESP)        | 78.           |

| Euskaltel-Euskadi EUS | Euskaltel-Euskadi EUS    | Euskaltel-Euskadi EUS |
| --------------------- | ------------------------ | --------------------- |
| Nr.                   | Rytter                   | Placering             |
| 171                   | Antonio Jesús Soto (ESP) | DNF-4                 |
| 172                   | Unai Cuadrado (ESP)      | 86.                   |
| 173                   | Xabier Isasa (ESP)       | 83.                   |
| 174                   | Mikel Bizkarra (ESP)     | 16.                   |
| 175                   | Gotzon Martín (ESP)      | 26.                   |
| 176                   | Joan Bou (ESP)           | 28.                   |
| 177                   | Mikel Iturria (ESP)      | 74.                   |

| Q36.5 Pro Cycling Team Q36 | Q36.5 Pro Cycling Team Q36 | Q36.5 Pro Cycling Team Q36 |
| -------------------------- | -------------------------- | -------------------------- |
| Nr.                        | Rytter                     | Placering                  |
| 181                        | Filippo Conca (ITA)        | 31.                        |
| 182                        | Tom Devriendt (BEL)        | 49.                        |
| 183                        | Damien Howson (AUS)        | HD-5                       |
| 184                        | Tobias Ludvigsson (SWE)    | DNF-5                      |
| 185                        | Matteo Moschetti (ITA)     | HD-5                       |
| 186                        | Antonio Puppio (ITA)       | DNF-4                      |
| 187                        | Nicolò Parisini (ITA)      | 70.                        |

| Bora-Hansgrohe BOH | Bora-Hansgrohe BOH     | Bora-Hansgrohe BOH |
| ------------------ | ---------------------- | ------------------ |
| Nr.                | Rytter                 | Placering          |
| 1                  | Aleksandr Vlasov       | 5.                 |
| 2                  | Matteo Fabbro (ITA)    | 23.                |
| 3                  | Nico Denz (GER)        | HD-5               |
| 4                  | Bob Jungels (LUX)      | HD-5               |
| 5                  | Lennard Kämna (GER)    | DNS-5              |
| 6                  | Anton Palzer (GER)     | 68.                |
| 7                  | Cesare Benedetti (POL) | HD-5               |

| Jumbo-Visma TJV | Jumbo-Visma TJV          | Jumbo-Visma TJV |
| --------------- | ------------------------ | --------------- |
| Nr.             | Rytter                   | Placering       |
| 11              | Koen Bouwman (NED)       | 29.             |
| 12              | Thomas Gloag (GBR)       | 6.              |
| 13              | Michel Heßmann (GER)     | DNF-3           |
| 14              | Olav Kooij (NED)         | 77.             |
| 15              | Sam Oomen (NED)          | 20.             |
| 16              | Tosh Van der Sande (BEL) | 72.             |
| 17              | Lars Boven (NED)         | DNS-3           |

| Ineos Grenadiers IGD | Ineos Grenadiers IGD              | Ineos Grenadiers IGD |
| -------------------- | --------------------------------- | -------------------- |
| Nr.                  | Rytter                            | Placering            |
| 21                   | Thymen Arensman (NED)             | 30.                  |
| 22                   | Jonathan Castroviejo (ESP)        | 27.                  |
| 23                   | Laurens De Plus (BEL)             | 21.                  |
| 24                   | Omar Fraile (ESP)                 | 37.                  |
| 25                   | Tao Geoghegan Hart (GBR)          | 3.                   |
| 26                   | Salvatore Puccio (ITA)            | HD-5                 |
| 27                   | Carlos Rodríguez (ESP) (landevej) | 10.                  |

| UAE Team Emirates UAD | UAE Team Emirates UAD  | UAE Team Emirates UAD |
| --------------------- | ---------------------- | --------------------- |
| Nr.                   | Rytter                 | Placering             |
| 31                    | Mikkel Bjerg (DEN)     | DNS-1                 |
| 32                    | Rafał Majka (POL)      | 12.                   |
| 33                    | Brandon McNulty (USA)  | 8.                    |
| 34                    | Sebastián Molano (COL) | 85.                   |
| 35                    | Domen Novak (SLO)      | DNF-5                 |
| 36                    | Marc Soler (ESP)       | 13.                   |
| 37                    | Diego Ulissi (ITA)     | 11.                   |

| Bahrain Victorious TBV | Bahrain Victorious TBV | Bahrain Victorious TBV |
| ---------------------- | ---------------------- | ---------------------- |
| Nr.                    | Rytter                 | Placering              |
| 41                     | Pello Bilbao (ESP)     | 4.                     |
| 42                     | Damiano Caruso (ITA)   | 33.                    |
| 43                     | Mikel Landa (ESP)      | 7.                     |
| 44                     | Gino Mäder (SUI)       | 60.                    |
| 45                     | Matej Mohorič (SLO)    | 42.                    |
| 46                     | Wout Poels (NED)       | 47.                    |
| 47                     | Fred Wright (GBR)      | 66.                    |

| Trek-Segafredo TFS | Trek-Segafredo TFS            | Trek-Segafredo TFS |
| ------------------ | ----------------------------- | ------------------ |
| Nr.                | Rytter                        | Placering          |
| 51                 | Giulio Ciccone (ITA)          | 2.                 |
| 52                 | Kenny Elissonde (FRA)         | 22.                |
| 53                 | Amanuel Ghebreigzabhier (ERI) | 65.                |
| 55                 | Bauke Mollema (NED)           | 18.                |
| 56                 | Edward Theuns (BEL)           | 81.                |

| Intermarché-Circus-Wanty ICW | Intermarché-Circus-Wanty ICW | Intermarché-Circus-Wanty ICW |
| ---------------------------- | ---------------------------- | ---------------------------- |
| Nr.                          | Rytter                       | Placering                    |
| 61                           | Rui Costa (POR)              | 1.                           |
| 62                           | Biniam Girmay (ERI)          | DNF-4                        |
| 63                           | Madis Mihkels (EST)          | 76.                          |
| 64                           | Laurens Huys (BEL)           | 87.                          |
| 65                           | Mike Teunissen (NED)         | 75.                          |
| 66                           | Loïc Vliegen (BEL)           | 35.                          |
| 67                           | Georg Zimmermann (GER)       | 19.                          |

| Movistar Team MOV | Movistar Team MOV         | Movistar Team MOV |
| ----------------- | ------------------------- | ----------------- |
| Nr.               | Rytter                    | Placering         |
| 71                | Alex Aranburu (ESP)       | 9.                |
| 72                | Jorge Arcas (ESP)         | 40.               |
| 73                | Iván García Cortina (ESP) | 80.               |
| 74                | Lluís Mas (ESP)           | 97.               |
| 75                | Antonio Pedrero (ESP)     | 24.               |
| 76                | José Joaquín Rojas (ESP)  | 38.               |
| 77                | Gonzalo Serrano (ESP)     | 34.               |

| Astana Qazaqstan Team AST | Astana Qazaqstan Team AST | Astana Qazaqstan Team AST |
| ------------------------- | ------------------------- | ------------------------- |
| Nr.                       | Rytter                    | Placering                 |
| 81                        | David de la Cruz (ESP)    | DNS-5                     |
| 82                        | Luis León Sánchez (ESP)   | 25.                       |
| 83                        | Samuele Battistella (ITA) | 39.                       |
| 84                        | Gianmarco Garofoli (ITA)  | DNS-4                     |
| 85                        | Javier Romo (ESP)         | 56.                       |
| 86                        | Cristian Scaroni (ITA)    | 44.                       |
| 87                        | Simone Velasco (ITA)      | 53.                       |

| Team Jayco AlUla JAY | Team Jayco AlUla JAY       | Team Jayco AlUla JAY |
| -------------------- | -------------------------- | -------------------- |
| Nr.                  | Rytter                     | Placering            |
| 91                   | Eddie Dunbar (IRL)         | DNS-2                |
| 92                   | Lawson Craddock (USA)      | 52.                  |
| 93                   | Callum Scotson (AUS)       | 15.                  |
| 94                   | Alessandro De Marchi (ITA) | 67.                  |
| 95                   | Tsgabu Grmay (ETH)         | 48.                  |
| 96                   | Hagos Welay Berhe (ETH)    | DNF-2                |
| 97                   | Blake Quick (AUS)          | HD-5                 |

| Uno-X Pro Cycling Team UXT | Uno-X Pro Cycling Team UXT | Uno-X Pro Cycling Team UXT |
| -------------------------- | -------------------------- | -------------------------- |
| Nr.                        | Rytter                     | Placering                  |
| 101                        | Alexander Kristoff (NOR)   | 90.                        |
| 102                        | Louis Bendixen (DEN)       | 63.                        |
| 103                        | Anders Skaarseth (NOR)     | 69.                        |
| 104                        | Niklas Eg (DEN)            | 61.                        |
| 105                        | Jonas Gregaard (DEN)       | 36.                        |
| 106                        | Torstein Træen (NOR)       | 14.                        |
| 107                        | Anthon Charmig (DEN)       | 17.                        |

| Team Flanders-Baloise TFB | Team Flanders-Baloise TFB | Team Flanders-Baloise TFB |
| ------------------------- | ------------------------- | ------------------------- |
| Nr.                       | Rytter                    | Placering                 |
| 111                       | Ruben Apers (BEL)         | DNF-2                     |
| 112                       | Kamiel Bonneu (BEL)       | DNS-2                     |
| 113                       | Toon Clynhens (BEL)       | 62.                       |
| 114                       | Sander De Pestel (BEL)    | 82.                       |
| 115                       | Lindsay De Vylder (BEL)   | 88.                       |
| 116                       | Jules Hesters (BEL)       | HD-5                      |
| 117                       | Ward Vanhoof (BEL)        | 91.                       |

| Green Project-Bardiani CSF-Faizanè BCF | Green Project-Bardiani CSF-Faizanè BCF | Green Project-Bardiani CSF-Faizanè BCF |
| -------------------------------------- | -------------------------------------- | -------------------------------------- |
| Nr.                                    | Rytter                                 | Placering                              |
| 121                                    | Luca Covili (ITA)                      | 46.                                    |
| 122                                    | Filippo Fiorelli (ITA)                 | 96.                                    |
| 123                                    | Davide Gabburo (ITA)                   | 58.                                    |
| 124                                    | Riccardo Lucca (ITA)                   | DNS-3                                  |
| 125                                    | Alex Tolio (ITA)                       | 41.                                    |
| 126                                    | Alessandro Tonelli (ITA)               | 59.                                    |
| 127                                    | Samuele Zoccarato (ITA)                | 71.                                    |

| Caja Rural-Seguros RGA CJR | Caja Rural-Seguros RGA CJR    | Caja Rural-Seguros RGA CJR |
| -------------------------- | ----------------------------- | -------------------------- |
| Nr.                        | Rytter                        | Placering                  |
| 131                        | Orluis Aular (VEN) (landevej) | HD-5                       |
| 132                        | Fernando Barceló (ESP)        | 51.                        |
| 133                        | Jon Barrenetxea (ESP)         | 55.                        |
| 134                        | Mulu Hailemichael (ETH)       | 94.                        |
| 135                        | Sergio Martín (ESP)           | 43.                        |
| 136                        | Joel Nicolau (ESP)            | DNF-4                      |
| 137                        | Eduard Prades (ESP)           | DNF-4                      |

| Human Powered Health HPM | Human Powered Health HPM    | Human Powered Health HPM |
| ------------------------ | --------------------------- | ------------------------ |
| Nr.                      | Rytter                      | Placering                |
| 141                      | Stanisław Aniołkowski (POL) | HD-5                     |
| 142                      | Alan Banaszek (POL)         | DNF-2                    |
| 143                      | Stephen Bassett (USA)       | HD-5                     |
| 144                      | August Jensen (NOR)         | 73.                      |
| 145                      | Colin Joyce (USA)           | 89.                      |
| 146                      | Barnabás Peák (HUN)         | 95.                      |
| 147                      | Benjamin Perry (CAN)        | 92.                      |

| Equipo Kern Pharma EKP | Equipo Kern Pharma EKP | Equipo Kern Pharma EKP |
| ---------------------- | ---------------------- | ---------------------- |
| Nr.                    | Rytter                 | Placering              |
| 151                    | Roger Adrià (ESP)      | DNS-3                  |
| 152                    | Urko Berrade (ESP)     | 64.                    |
| 153                    | Giovanni Carboni (ITA) | 57.                    |
| 154                    | Héctor Carretero (ESP) | DNS-5                  |
| 155                    | Jon Agirre (ESP)       | 32.                    |
| 156                    | Iñigo Elosegui (ESP)   | 79.                    |
| 157                    | Pablo Castrillo (ESP)  | 93.                    |

| Burgos-BH BBH | Burgos-BH BBH              | Burgos-BH BBH |
| ------------- | -------------------------- | ------------- |
| Nr.           | Rytter                     | Placering     |
| 161           | Óscar Pelegrí (ESP)        | HD-5          |
| 162           | Andrés Camilo Ardila (COL) | 84.           |
| 163           | José Manuel Díaz (ESP)     | 45.           |
| 164           | Jesús Ezquerra (ESP)       | DNF-3         |
| 165           | Daniel Navarro (ESP)       | 54.           |
| 166           | Pelayo Sánchez (ESP)       | 50.           |
| 167           | Ander Okamika (ESP)        | 78.           |

| Euskaltel-Euskadi EUS | Euskaltel-Euskadi EUS    | Euskaltel-Euskadi EUS |
| --------------------- | ------------------------ | --------------------- |
| Nr.                   | Rytter                   | Placering             |
| 171                   | Antonio Jesús Soto (ESP) | DNF-4                 |
| 172                   | Unai Cuadrado (ESP)      | 86.                   |
| 173                   | Xabier Isasa (ESP)       | 83.                   |
| 174                   | Mikel Bizkarra (ESP)     | 16.                   |
| 175                   | Gotzon Martín (ESP)      | 26.                   |
| 176                   | Joan Bou (ESP)           | 28.                   |
| 177                   | Mikel Iturria (ESP)      | 74.                   |

| Q36.5 Pro Cycling Team Q36 | Q36.5 Pro Cycling Team Q36 | Q36.5 Pro Cycling Team Q36 |
| -------------------------- | -------------------------- | -------------------------- |
| Nr.                        | Rytter                     | Placering                  |
| 181                        | Filippo Conca (ITA)        | 31.                        |
| 182                        | Tom Devriendt (BEL)        | 49.                        |
| 183                        | Damien Howson (AUS)        | HD-5                       |
| 184                        | Tobias Ludvigsson (SWE)    | DNF-5                      |
| 185                        | Matteo Moschetti (ITA)     | HD-5                       |
| 186                        | Antonio Puppio (ITA)       | DNF-4                      |
| 187                        | Nicolò Parisini (ITA)      | 70.                        |